# Sección del Cerrito
Sección del Cerrito är en ort i Mexiko, tillhörande kommunen Jiquipilco i den nordvästra delen av delstaten Mexiko. Orten hade 1 121 invånare vid folkräkningen 2010.